# Felice Maria Cappello
Felice Maria Cappello (9. října 1879, Caviola – 25. března 1962, Řím) byl italský katolický kněz a člen řádu Tovaryšstva Ježíšova.

## Život
Narodil se 9. října 1879 v Caviole. Na kněze byl vysvěcen roku 1902, působil ve dvou malých městech a zároveň pokračoval ve studiu. Za krátkou dobu dostal doktorát z teologie na Univerzitě v Bologni, vystudoval filosofii na Univerzitě Sv. Tomáše Akvinského v Římě a církevní a občanské právo na Papežské univerzitě Athenaeu Sv. Apolináře. Byl učitelem církevního práva v Boloňském semináři po dobu tří let a vydal svou první knihu o kanonických otázkách. Poté, co byl odmítnut z dvou vatikánských míst, o která se ucházel, strávil několik dní v Lurdech. Jedné noci, když se modlil v opuštěné jeskyni, se rozhodl stát jezuitou.

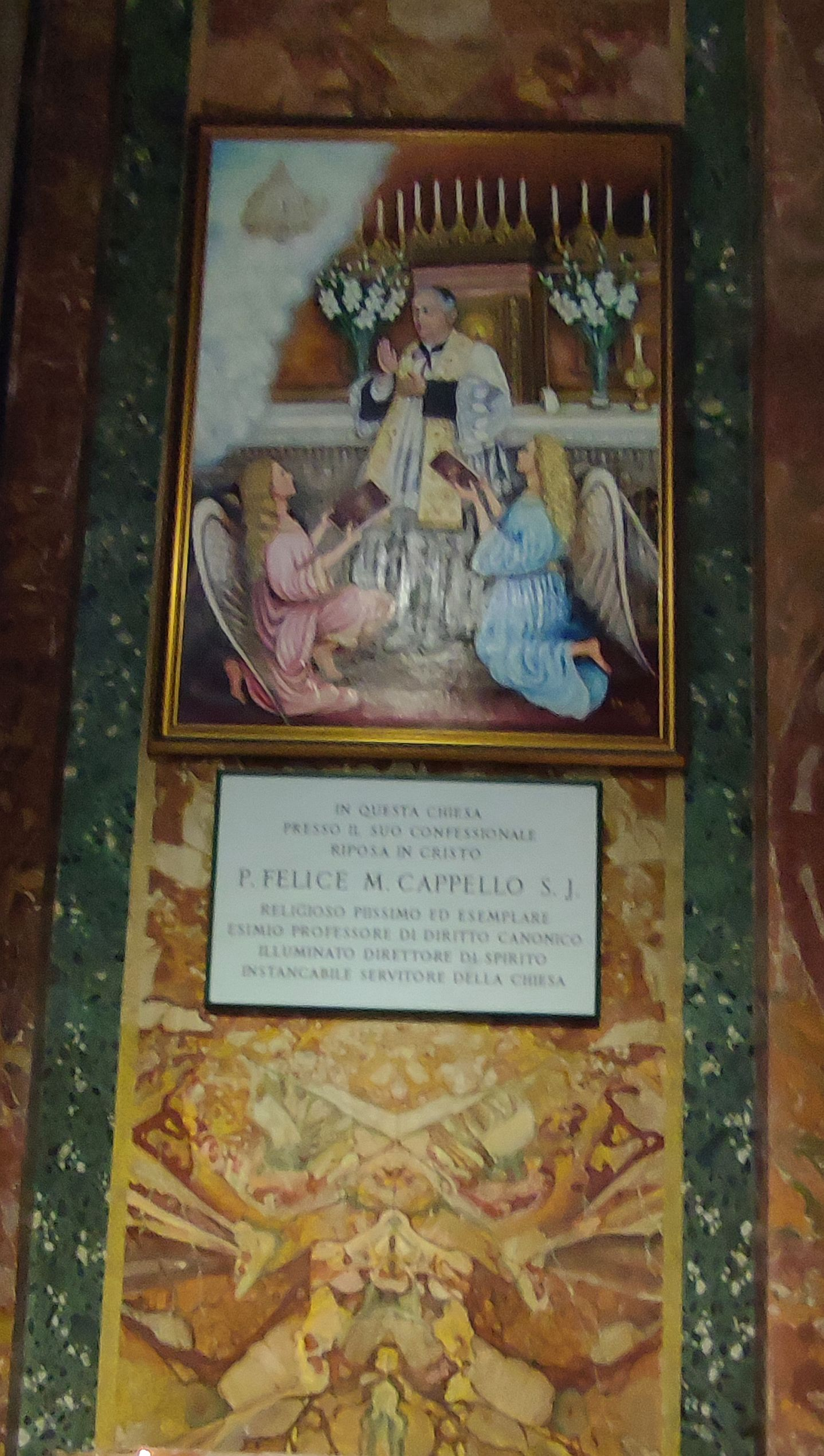
Obraz F. M. Cappella s pamětní deskou, v kostele sv. Ignáce v Římě

Během svého noviciátu otec Felice učil morální teologii a kanonické právo na Vysoké škole Leonine v Anagni. Poté působil na Papežské Gregoriánské univerzitě. Na Gregoriánské univerzitě strávil 39 let a roku 1959 odešel do důchodu. Psal vysoce ceněné knihy. Ve svém učitelském povolání byl velmi vážených duchovních vůdcem a zpovědníkem. Dne 22. března 1962 otec Cappello onemocněl. Druhý den ráno s velkým úsilím slavil mši a večer přijal svátost nemocných. Během svých posledních dnů se rád modlil modlitbu Sladké srdce Ježíšovo. Zemřel 25. března 1962 v Římě. 
Jeho tělo odpočívá v  kostele svatého Ignáce v Římě, v blízkosti místa, kde stála jeho zpovědnice. Na pilíři severní mezilodní arkády je zavěšen jeho obraz, pod ním na klekátku pamětní kniha a vedle visí plakát s jeho fotografií. 
V současné době probíhá jeho proces svatořečení. Proces byl zahájen dne 24. února 1990 v diecézi Řím.